# Ошмяни
Ошмя́ни (біл. Ашмя́ны або Ашмяна́; лит. Ašmena; пол. Oszmiana; їд. אָשמענע/Oshmene) — місто на заході Білорусі. Центр Ошмянського району Гродненської області. Розташоване за 52 км від Вільнюса і за 133 км від Мінська.

## Клімат
Місто знаходиться у зоні, котра характеризується вологим континентальним кліматом з теплим літом. Найтепліший місяць — серпень із середньою температурою 15.7 °C (60.3 °F). Найхолодніший місяць — січень, із середньою температурою -6.5 °С (20.3 °F).
| Клімат Ошмян            | Клімат Ошмян | Клімат Ошмян | Клімат Ошмян | Клімат Ошмян | Клімат Ошмян | Клімат Ошмян | Клімат Ошмян | Клімат Ошмян | Клімат Ошмян | Клімат Ошмян | Клімат Ошмян | Клімат Ошмян | Клімат Ошмян |
| Показник                | Січ.         | Лют.         | Бер.         | Квіт.        | Трав.        | Черв.        | Лип.         | Серп.        | Вер.         | Жовт.        | Лист.        | Груд.        | Рік          |
| Середня температура, °C | −6,5         | −6           | −2           | 5,1          | 12,2         | 15,3         | 9,2          | 15,7         | 11,4         | 5,9          | 0,6          | −4           | 5,4          |
| Норма опадів, мм        | 35           | 31           | 34           | 42           | 54           | 76           | 91           | 83           | 59           | 52           | 46           | 42           | 645          |
| Вологість повітря, %    | 87           | 85           | 80           | 74           | 69           | 72           | 75           | 76           | 81           | 85           | 89           | 90           | 80           |
| ----------------------- | ------------ | ------------ | ------------ | ------------ | ------------ | ------------ | ------------ | ------------ | ------------ | ------------ | ------------ | ------------ | ------------ |
| Джерело: Weatherbase    |              |              |              |              |              |              |              |              |              |              |              |              |              |

## Історія
- 1341 — згідно з пізнішими джерелами, після смерті Гедиміна місто дісталося Євнуту.
- 1384 — перша згадка у сучасних подіям джерелах.
- 1407 — Альберт Монивид записав фундуш для костелу Пречистої Діви Марії в Ошмянах (для його потреб віддав двох підданих).[2]
- 1792 — отримав герб.

## Транспорт
За 17 кілометрів від міста Ошмяни розташована однойменна залізнична станція. За 14 км від міста розташована станція Гудогай.

## Інформація для туристів

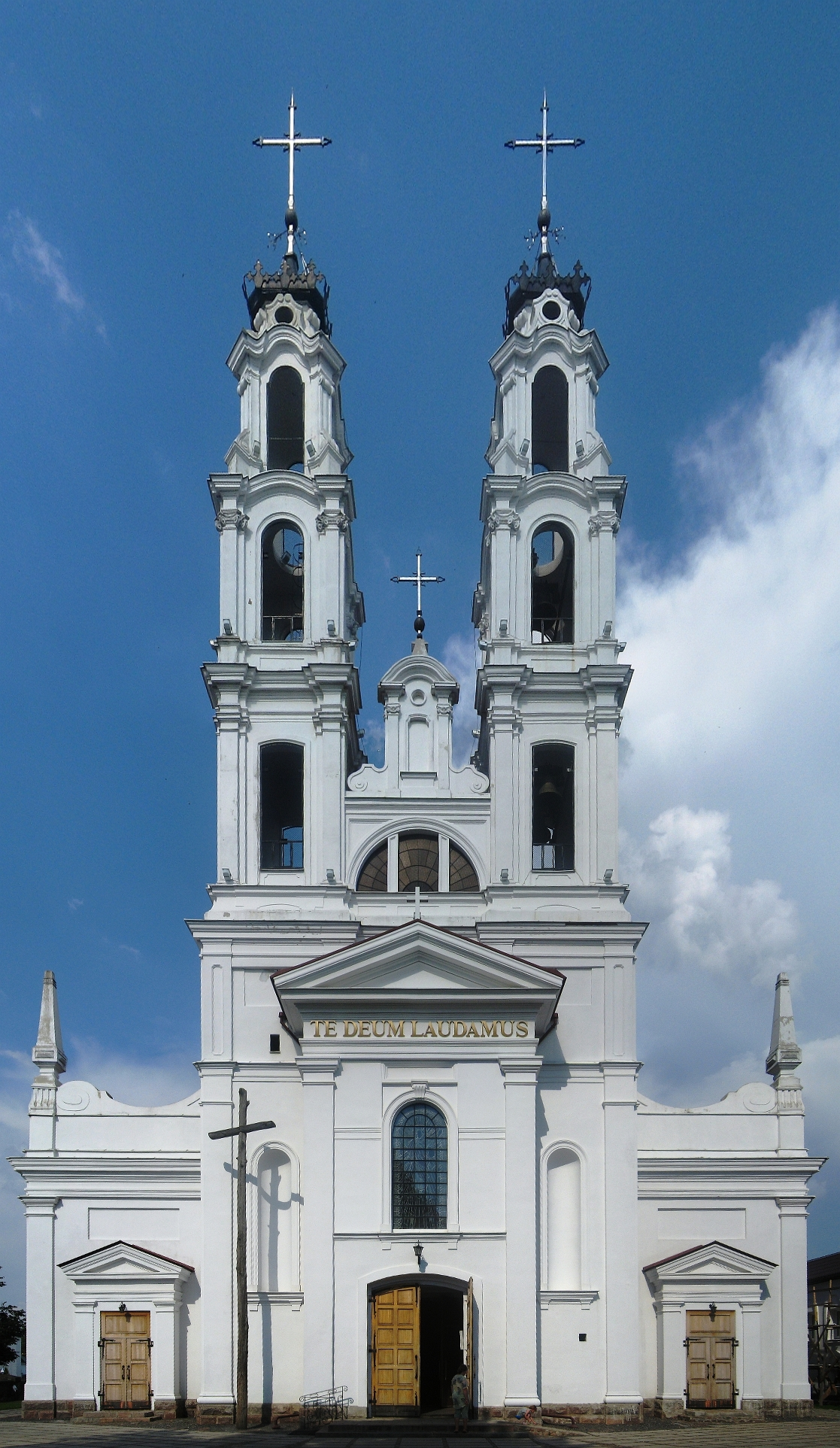
Костел Архангела Михаїла

- Костел Архангела Михаїла — пам'ятка в стилі «Віленського бароко», діючий храм РКЦ.

## Відомі люди
- Юрій Гедигольд — литовський боярин, київський воєвода, подільський староста; посідав маєтність Ошмяни[3]
- Войцех Монивид — 1407 року зробив фундуш для костелу Пречистої Діви Марії в Ошмянах, віддавши двох підданих для його потреб.[4]
- Віктор Мартинович (*1977) — білоруський письменник-фантаст, журналіст і мистецтвознавець.